# Горн, Пётр Григорьевич
Пётр Григорьевич Горн (1771—1847) — русский государственный деятель; действительный статский советник.
Родился в 1771 году в семье графа Григория-Густава Горна. Происходил из эстляндской ветви (XVIII века поселился в Эстляндии) шведского дворянского рода, получившего графское достоинство в начале XVIII в. В России Горны обрели это достоинство с 1860 г. Владели имениями и в Тверской губернии. 
В службу был записан в 1779 году.
Был вице-губернатором (1819—1823), затем — гражданским  губернатором Литовско-Виленской губернии (1823—1830) и Тверской губернии (1830—1831). С 1828 года — действительный статский советник.
Умер в 1847 году.
Его сыновьям, Матвею-Ивану и Петру, в 1860 году было позволено пользоваться графским титулом; род Горнов записан в V часть родословных книг Виленской, Ковенской и Тверской губерний.